# Rose Hill (Iowa)
Rose Hill – miasto w Stanach Zjednoczonych, w stanie Iowa, w hrabstwie Mahaska. Zgodnie ze spisem statystycznym z 2000 roku, miasto liczyło 205 mieszkańców.